# دي جاي كوبر
دي جاي كوبر (بالإنجليزية: D. J. Cooper)‏ مواليد 6 ديسمبر 1990 في شيكاغو، هو لاعب كرة سلة أمريكي. بدأ مسيرته الاحترافية في سنة 2013. يلعب في الدوري الفرنسي لكرة السلة الدرجة الأولى كلاعب هجوم خلفي. يحمل الرقم 19. يبلغ طوله 6 قدم 0 بوصة (1.8 م).

## المسيرة الاحترافية
لعب مع ينسي كراسنويارسك في الدوري الروسي في موسم 2014–2015، ثم لعب مع نادي باناثينايكوس لكرة السلة في سنة 2015، ثم لعب مع كرانسي أوكتيابر في الدوري الروسي في سنة 2015، ثم لعب مع نادي إيه إي كي لكرة السلة في موسم 2015–2016، ثم لعب مع نادي موناكو لكرة السلة في سنة 2016.

## روابط خارجية
- دي جاي كوبر على موقع كرة السلة الأوروبية.كوم (الإنجليزية)
- دي جاي كوبر على موقع DraftExpress.com (الإنجليزية)
- دي جاي كوبر على موقع كلية كرة السلة في سبورتس رفرنس.كوم (الإنجليزية)
- دي جاي كوبر على موقع ريلجم (الإنجليزية)
- دي جاي كوبر على موقع بروبوليرز (الإنجليزية)
- دي جاي كوبر على موقع سبورتس رفرنس (الإنجليزية)